# Загорка Къп
Загорка тенис къп (Zagorka tennis cup) е един от най-старите турнири по тенис в България за мъже, провеждащ се в София на кортовете на ТК „Левски“. Основен спонсор е компанията за производство на бира „Загорка“.

## История
През 1995 г. се провежда промоционален тенис турнир „Zagorka Cup“ само с български състезатели и награден фонд 4000 $. На международната сцена първоначално турнирът стартира като сателитна тенис верига с името „Загорка Голд Къп“. Последното ѝ издание през 2006 г. е спечелено от германица Давид Клийр, а Илия Кушев печели Мастърс турнира побеждавайки на финала Ивайло Трайков с 3-6, 6-1, 6-3. От 2007 г. веригата става серия от четири фючърса с награден фонд 10 000 $, а от 2009 г. турнирът е от Чалънджър сериите на АТП. През годините „Zagorka Cup“ се провежда в различни градове, а от 2009 г. на кортовете на ТК „Левски-София“.
През 2010 година 15-ото, юбилейно издание на Zagorka Tennis Cup се провежда като „Pro-Am“ (двойки, състоящи се от професионалист и аматьор) в четири турнира – София (ТК „Дема“), Пловдив (ТК „Локомотив“), Варна (ТК „Черно море-Елит“) и София (Мастърс ТК „Левски“).
От 2011 г. турнира отново е серия от четири фючърса всеки от които с награден фонд 10 000 $.

## Финали (ATP Challenger Tour)

### Сингъл
| Година | Победител  | Финалист      | Резултат |
| ------ | ---------- | ------------- | -------- |
| 2009   | Иво Минарж | Флориан Майер | 6-4, 6-3 |

### Двойки
| Година | Победители                 | Финалисти                 | Резултат |
| ------ | -------------------------- | ------------------------- | -------- |
| 2009   | Доминик Хърбати Давид Шкох | Джеймс Окланд Питър Лучак | 6–2, 6–4 |

## Финали (ITF Men's Circuit)

### Сингъл
| Година | Турнир               | Победител       | Финалист           | Резултат       |
| 2007   | София F1 ТК „Дема“   | Максим Отом     | Илия Кушев         | 6-4 7-5        |
| 2007   | Русе F2              | Иван Сергейев   | Ивайло Трайков     | 3-6 6-2 6-2    |
| 2007   | Плевен F3            | Жан-Рене Лиснар | Каталин-Йонут Гард | 6-3 6-1        |
| 2007   | София F4 ТК „Левски“ | Жан-Рене Лиснар | Адриано Биасела    | 7-5 6-7(6) 6-4 |
| 2008   | София F1 ТК „Дема“   | Ивайло Трайков  | Симеон Иванов      | 6-1 6-2        |
| 2008   | Русе F2              | Максим Отом     | Яник Мертенс       | 7-6(4) 6-3     |
| 2008   | Плевен F3            | Яник Мертенс    | Ксавие Пюжо        | 7-5 3-6 6-2    |
| 2008   | София F4 ТК „Левски“ | Яник Мертенс    | Тихомир Грозданов  | 6-1 6-3        |
| 2011   | Варна F1             | Аксел Мишон     | Тихомир Грозданов  | 6-7(5) 6-3 6-1 |

### Двойки
| Година | Турнир               | Победители                           | Финалисти                        | Резултат       |
| 2007   | София F1 ТК „Дема“   | Карл Бергман Даниел Кумлин           | Пирмин Хенле Мат Симпсън         | 6-4 6-7(4) 6-3 |
| 2007   | Русе F2              | Карл Бергман Даниел Кумлин           | Борис Никола Бакалов Ашутош Синг | 6-2 2-6 6-3    |
| 2007   | Плевен F3            | Пирмин Хенле Васил Младенов          | Роман Келечич Никола Мартинович  | 2-6 6-4 6-4    |
| 2007   | София F4 ТК „Левски“ | Давид Савич Милян Зекич              | Илия Кушев Васил Младенов        | 6-4 6-3        |
| 2008   | София F1 ТК „Дема“   | Богдан-Виктор Леонте Лука Вани       | Фредерик Де Файс Жермен Гигунон  | 7-6(3) 6-3     |
| 2008   | Русе F2              | Богдан-Виктор Леонте Михаил василиев | Яник Мертенс Милян Зекич         | 7-6(5) 6-3     |
| 2008   | Плевен F3            | Яник Мертенс Милян Зекич             | Илия Мартиноски Предраг Русевски | 6-4 3-6 [10-1] |
| 2008   | София F4 ТК „Левски“ | Тихомир Грозданов Симеон Иванов      | Тодор Енев Илия Кушев            | 6-3 4-6 [10-4] |
| 2011   | Варна F1             | Марчин Гаврони Гжегож Панфил         | Алекс Карпен Адриан Кручиат      | 7-5 6-2        |

## Победители (сателитна верига)
| Статистика |                  |                        |                    |                    |                          |
| Година     | Първи турнир     | Втори турнир           | Трети турнир       | Мастърс            | Победител във веригата   |
| 2006       | Давид Клийр      | Жонатан Дасние         | Жонатан Дасние     | Илия Кушев         | Давид Клийр              |
| 2005       | Радослав Лукаев  | Фредерико Жил          | Фредерико Жил      | Илия Кушев         | Илия Кушев Фредерико Жил |
| 2004       | Илия Кушев       | Илия Кушев             | Йоханес Агер       | Радослав Лукаев    | Илия Кушев Йоханес Агер  |
| 2003       | Ивайло Трайков   | Стив Дарси             | Елефтериос Алексиу | Ивайло Трайков     | Ивайло Трайков           |
| 2002       | Ивайло Трайков   | Илия Кушев             | Ивайло Трайков     | Борис Пашански     | Ивайло Трайков           |
| 2001       | Милен Велев      | Артемон Апосту-Ефремов | Томаш Цакл         | Томаш Цакл         | Томаш Цакл               |
| 2000       | Роберто Менендес | Роберто Менендес       | Роберто Менендес   | Милослав Гролмус   | Роберто Менендес         |
| 1999       | Стефано Галвани  | Бьорн Ренкуист         | Алесио Ди Мауро    | Стефано Галвани    | Стефано Галвани          |
| 1998       | Жером Анкез      | Милен Велев            | Алесио Ди Мауро    | Милен Велев        | Милен Велев              |
| 1997       | Никола Ескюде    | Никола Ескюде          | Никола Ескюде      | Серхи Дуран-Бернад | Никола Ескюде            |
| 1996       | Йон ван Лотум    | Изток Божич            | Милен Велев        | Йон ван Лотум      | Йон ван Лотум            |

## Финали (Pro-Am)
| Година | Победители                         | Финалисти                     | Резултат      |
| ------ | ---------------------------------- | ----------------------------- | ------------- |
| 2010   | Тихомир Грозданов Венцислав Иванов | Михаил Кънев Николай Найденов | 6-2, 4-1 отк. |